# Slaget vid Limanowa
Slaget vid Limanowa utkämpades vid Limanowa under första världskriget, den 5-12 december 1914.

## Bakgrund
Den 3:e ryska armén, på sin vänstra flygel understödd av delar av 8:e armén (Aleksej Brusilov) ryckte fram och möttes av huvuddelen av 4:e österrikiska armén, skyndsamt transporterad till trakten sydväst om Kraków, samt vänstra flygeln av den i Karpaterna stående 3:e armén (Svetozar Borojević von Bojna).

## Slaget
De båda motståndarna möttes 5 december vid och nordväst om Limanow, och där utkämpades ett fältslag, som varade i flera dagar och slutade med, att ryssarna blev slagna - de förlorade bland annat 30 000 man i fångar - och måste gå tillbaka bakom Wisłoka. Samtidigt med att slaget vid Limanowa pågick, framryckte huvuddelen av Boroevic von Bojnas armé mot Brusilovs, vilken senare måste utrymma de västligaste Karpaterpassen

## Efter slaget
Efter att Brusilovs armé förstärkts med delar av 11:e armén (Selivanov, nyuppsatt av reservfördelningar), som belägrade Přzemyśl, gick den över till motanfall (20 december) och trängde österrikarna tillbaka in i passen.
De rörliga operationerna i Galizien liksom i Polen övergick mot slutet av 1914 till ställningskrig. Fronten följde närmast söder om Wisla Dunajecs nedre lopp (väster om Tarnów) och böjde därefter av åt sydöst följande i stort sett Karpaternas (Östbeskidernas) kam ända till Körösmezö (sydväst om Kolomea i Bukovina). Större delen av Bukovina var fortfarande besatt av ryssarna. Däremot höll sig ännu fästningen Přzemyśl.
Den här artikeln är helt eller delvis baserad på material från Nordisk familjebok, Världskriget (avsnitt Slaget vid Limanowa), 1904–1926.